# Accipiter henicogrammus
El azor moluqueño o azor de las Molucas (Accipiter henicogrammus) es una especie de ave accipitriforme de la familia Accipitridae. 
Es endémica de Halmahera, Indonesia. Su hábitat natural son los bosques secos de tierras bajas y los bosques montanos húmedos.